# (11516) Arthurpage
(11516) Arthurpage est un astéroïde de la ceinture principale.
Il est nommé en hommage à Arthur Page (1922-2011), un astronome australien d'origine russe.

## Description
(11516) Arthurpage est un astéroïde de la ceinture principale. Il fut découvert le 6 mars 1991 à Geisei par Tsutomu Seki. Il présente une orbite caractérisée par un demi-grand axe de 2,29 UA, une excentricité de 0,11 et une inclinaison de 7,3° par rapport à l'écliptique.

## Compléments